# Larry Rudolph
Larry Rudolph é um agenciador de artistas (agente). Ele representa os maiores artistas estadunidenses da atualidade, como por exemplo Miley Cyrus, Britney Spears, Fifth Harmony, Ashley Parker Angel, Justin Timberlake, 98 Degrees, Nick Lachey, Backstreet Boys, Jessica Simpson, O-Town, Toni Braxton, Brooke Hogan e DMX ,Avril Lavigne e a integrante do grupo Fifth Harmony: Ally Brooke. Ele fundou o grupo "Reigndeer Entertainment" no qual produziu o filme Crossroads, no Brasil "Amigas para Sempre" de 2002 e dois "reality shows": Newlyweds: Nick and Jessica e There and Back. Além do "Reigndeer Entertainment", Larry Rudolph também criou o "Total Entertainment and Arts Marketing" no qual representa Avril Lavigne, Britney Spears, Madonna, Bon Jovi e muitos outros.